# Chamyna subnebulosa
Chamyna subnebulosa là một loài bướm đêm trong họ Erebidae.